# 相氣一進流
相氣一進流（あいきいっしんりゅう）とは、武田流中村派を長年に渡り修行した鈴木喜中によって創始された総合武術流儀の名称である。

## 稽古体系
武田流、武田流中村派の流れを組む合気道、居合道、柔術拳法、杖道、双桴術、手裏剣術を稽古しており、流派名の由来にもなった「相氣の術」の活用を特徴としてる。「相氣の術」は、主に剣術で使われていた術である。

## 歴史
宗家である鈴木喜中が、平成24年（2012年）に創始した。東京都で活動している特定非営利活動法人インターナショナル合気道協会の支援の元、国内外の門下生を対象に稽古を実施している。

## 伝承地
活動場所は東京都練馬区小竹町にある道場の他、ベルギーのアルロンに所在するIchi Dojoがある。また、2021年にはサウジアラビア王国へ招致され指導を行っている。